# 方晴初
方晴初（1900年—1976年），又名熙、日生，安徽歙县县城人，民国歙县四大名绅之一。
方家本是灵山人，清末迁居府城，祖传经营布业。方晴初善行书、隶书，民国7年（1918），18岁继承祖业，经营进兴布店、同顺布店，后自筹资金一万元与人合开华兴布店、允和布店。又入股歙县商办竞新电气股份有限公司。他曾任歙县商会主席、县财务委员会主任委员、歙县中学基金委员会主任委员和县银行董事长。方晴初热衷教育事业，先后投资创办西溪剑华小学、歙县县立初级中学、中正中学、私立弘光小学。等职。热心公益事业，投资创办县人民电影院和祁门瓷土厂。方晴初收藏丰富，1954年，方晴初征得弟弟方士载、侄子方观我的同意，把其父方文隽珍藏的名人字画、碑贴等240余件，包括沈周《椿萱图》(大中堂》、徐渭《花卉蔬果》，眉公《墨梅》等，捐赠给安徽省博物馆。 
曹氏二宅对面的打箍井街15号方士载宅原系方晴初产业，登记在弟弟方士载名下，1981年列为安徽省文物保护单位，现为黄宾虹纪念馆。